# تور روح‌ها را بیدار کن
تور «روح‌ها را بیدار کن» (به انگلیسی: The Wake Up the Souls Tour) یک تور کنسرت توسط گروه راک و متال ارمنی-آمریکایی سیستم آو ا داون بود که در آوریل ۲۰۱۵ آغاز شد. این تور برای بزرگداشت صدمین سالگرد نسل‌کشی ارمنی‌ها و افزایش آگاهی از وقایعی بود که در آن تقریباً ۱٫۵ میلیون ارمنی توسط دولت امپراتوری عثمانی در سال ۱۹۱۵ کشته شدند.

## پیشینه
آنها پس‌از اعلام حضورشان در کنسرت کریسمس KROQ Almost Acoustic 2014, اعلام کردند که در سپتامبر آینده در جشنواره راک این ریو در برزیل نیز حضور خواهند داشت. سپس شایعاتی در مورد یک تور جهانی کامل و شاید یک آلبوم جدید پخش شد، به‌خصوص به‌دلیل توییت‌های عجیب اما هماهنگ جان دالمایان، درامر گروه که به‌تدریج تا اعلام خبر در ۲۴ نوامبر ۲۰۱۴ شمارش معکوس می‌کرد. او روز قبل اعلام تور در عبارت «TYWK» را توییت کرد که باعث شد بسیاری گمان کنند منظورش «فردا خواهید فهمید» بوده است.
تور با یک توقف در آمریکای شمالی آغاز شد. سیستم در نوامبر ۲۰۱۴ از «تور روح‌ها را بیدار کن» رونمایی کرد که قرار است از ۱۰ آوریل در ورزشگاه ومبلی لندن آغاز شود و در ۲۳ آوریل برای اولین اجرای گروه در سرزمین خود، ارمنستان، به پایان برسد. اجرای آنها در میدان جمهوری در ایروان، رایگان بود.
هدف اصلی این تور، ایجاد آگاهی و به رسمیت شناختن نسل‌کشی ارمنی‌ها در سراسر جهان، به‌ویژه در ترکیه بود که دولت آن نسل‌کشی انجام‌شده توسط امپراتوری عثمانی را به‌طور کامل به رسمیت نمی‌شناسد. در اطلاعیه گروه در وب‌سایتشان، از مردم ترکیه که در موضوع نسل‌کشی ارمنی‌ها در کنار گروه هستند، خواسته شده است تا در این مورد صحبت کرده و آگاهی‌رسانی کنند.